# راندکیوب
راندکیوب (به انگلیسی: Roundcube) یک برنامه سرویس گیرنده قرارداد پیام‌گزینی است که به زبان پی‌اچ‌پی نوشته شده‌است. راندکیوب تحت پروانه جی‌پی‌ال منتشر می‌شود و یک نرم‌افزار آزاد است.

## قابلیت‌ها
- از بیش از ۶۰ زبان از جمله زبان فارسی پشتیبانی می‌کند.
- می‌تواند به هر سرور IMAPv4 متصل شود.
- پشتیبانی کامل از MIME و ایمیل‌های HTML
- بررسی اشتباهات تایپی و املایی
- جستجو در میان پیام‌ها
- پشتیبانی از آی‌دی‌ان
- انتقال پیام‌ها به همراه فایل‌های ضمیمه شده به آنها
- کش داخلی برای دسترسی سریع به صندوق پستی
- و …